# پورنا جاگاناتان
پورنا جاگاناتان (به انگلیسی: Poorna Jagannathan) بازیگر آمریکایی است.
از فیلم‌های معروف او می‌توان به بازی در فیلم با تشکر برای به اشتراک گذاری، دهلی بلی و هرگز تا به حال نداشته‌ام اشاره کرد.